# Rivière Dufault
Pour les articles homonymes, voir Dufault.
La rivière Dufault est un tributaire du lac Routhier et de la rivière Kinojévis, coulant dans la ville de Rouyn-Noranda, dans la région administrative de l’Abitibi-Témiscamingue, au Québec, au Canada.
La foresterie et l’agriculture s’avèrent les principales activités économiques du secteur ; les activités récréotouristiques arrivent en second, surtout la villégiature qui s’est développée au village Lac-Dufault au sud-est du lac Dufault. Le cours de la rivière Dufault est accessible par la route 101 (rue Perreault Est) et le chemin du Rang Lusko (situé du côté nord de la rivière Dufault).
Annuellement, la surface de la rivière est généralement gelée de la mi-novembre à la fin avril, néanmoins, la période de circulation sécuritaire sur la glace est habituellement de la mi-décembre à la mi-avril.

## Géographie
Les bassins versants voisins de la rivière Dufault sont :
- côté nord : rivière Kinojévis, ruisseau Régimbald, rivière Villemontel, rivière Dufresnoy ;
- côté est : lac Routhier, rivière Kinojévis, lac Joannès, rivière Bousquet ;
- côté sud : lac Routhier, rivière Kinojévis, lac Osisko, lac Bruyère ;
- côté ouest : rivière Duprat, lac Dufault, rivière Kanasuta.

La rivière Dufault prend sa source à l’embouchure du lac Dufault (longueur : 8,0 km ; largeur : 7,1 km ; altitude : 295 m). Ce lac qui comporte plusieurs dizaines d’îles s’alimente du ruisseau Marlon, du ruisseau Landry, de la rivière Duprat et du ruisseau Vauze. L’embouchure du lac Dufault est situé au sud-est du lac, à :
- 6,6 km au sud-est du centre du village de Duprat ;
- 6,6 km au nord-ouest de la confluence de la rivière Dufault avec le lac Routhier ;
- 5,6 km au nord du centre-ville de Rouyn-Noranda ;
- 46,9 km au nord-ouest de la confluence de la rivière Kinojévis avec la rivière des Outaouais[2].

À partir de l’embouchure du lac de tête, la rivière Dufault coule sur 9,1 km selon les segments suivants :
- 0,7 km vers l’est, jusqu’à la route 101 (rue Perreault Est) ;
- 7,5 km vers le sud-est en traversant une zone de marais en fin de segment, jusqu’à la décharge du lac Rouyn (venant de l'ouest) ;
- 0,9 km vers le sud-est en zone de marais en début de segment, jusqu’à son embouchure[3].

L’embouchure de la rivière Dufault se situe du côté est du hameau Rivière-Dufault :
- 40,2 km au nord-ouest de la confluence de la rivière Kinojévis et de la rivière des Outaouais ;
- 27,8 km au sud-est du lac Chassignolle ;
- 8,6 km à l'est du centre-ville de Rouyn-Noranda ;
- 9,8 km au nord-ouest du lac Kinojévis.

La « rivière Dufault » se déverse sur la rive ouest de la partie nord-est du lac Routhier. De là, le courant traverse le lac Routhier sur 0,4 km vers l'est et en empruntant un court détroit vers le sud-est. Puis le courant se déverse sur la rive nord-ouest de la rivière Kinojévis, un affluent de la rive nord de la rivière des Outaouais.

## Toponymie
Le terme Dufault s'avère un patronyme de famille d'origine française.
Le toponyme rivière Dufault a été officialisé le 5 décembre 1968 à la Commission de toponymie, soit lors de sa création.